# 下島駅 (長野県松本市)
下島駅（しもじまえき）は、長野県松本市波田下島にあるアルピコ交通上高地線の駅である。駅番号はAK-11。

## 歴史
- 1922年（大正11年）
  - 5月10日：筑摩鉄道の駅として開業[1]。
  - 10月31日：筑摩電気鉄道に社名変更。
- 1932年（昭和7年）12月2日：松本電気鉄道に社名変更。
- 2011年（平成23年）4月1日：アルピコ交通に社名変更。

## 駅構造
単式ホーム1面1線を有する地上駅。無人駅である。駅舎はないが、ホームにプラスチック製の屋根で覆われた待合所がある。ホームのすぐ東側に踏切がある。ホームの南側に線路があり、すぐ北側を国道158号が並行する。

## 利用状況
「松本市統計書」によると、1日平均の乗車人員は以下の通りである。
| 乗車人員推移 | 乗車人員推移 |
| 年度         | 1日平均人数  |
| ------------ | ------------ |
| 2009         | 186          |
| 2010         | 178          |
| 2011         | 175          |
| 2012         | 175          |
| 2013         | 192          |
| 2014         | 173          |
| 2015         | 208          |
| 2016         | 211          |
| 2017         | 192          |

## 駅周辺
住宅が多いが、南へ抜けると農地が広がる。なお、当駅付近は上高地線と国道158号が並行する。
- 下島簡易郵便局
- ぐるっとまつもとバス「梓川高校」停留所 - 約300m
- 長野県梓川高等学校[1]
- 長野県信濃学園[1]
- 長野県波田学院[1]
- 波田循環バス「桃団地車庫前」停留所
- 松本警察署波田交番
- 国道158号
- 長野県道449号上竹田波田線

## 隣の駅
アルピコ交通
■上高地線
森口駅（AK-10） - 下島駅（AK-11） - 波田駅（AK-12）